# Trouble dépressif non spécifié
Le trouble dépressif non spécifié (TDNS) est désigné par le code 311 dans le manuel diagnostic et statistique des troubles mentaux (DSM-IV) pour catégoriser les troubles dépressifs dont les diagnostics spécifiques ne correspondent pas. D'après le DSM-IV, le TDNS désigne chaque trouble dépressif ne rencontrant pas les critères d'un trouble spécifique.
Des exemples de ce type de trouble incluent le trouble dépressif mineur et le trouble dépressif bref récurrent.

## Classification du DSM IV-TR
La catégorie de trouble dépressif NS (code 311) inclut les troubles dont les symptômes dépressifs ne rencontrent pas les critères de la dépression majeure, du trouble de l'ajustement avec humeur dépressive ou avec anxiété et humeur dépressive. Quelquefois, les symptômes dépressifs peuvent faire partie intégrante d'un trouble dépressif non spécifié. Ces exemples de trouble dépressif non spécifié incluent le trouble dysphorique prémenstruel, le trouble dépressif mineur, le trouble dépressif bref récurrent et trouble dépressif post-psychotique de la schizophrénie.